# Pseudophilautus hankeni
Espèce
Pseudophilautus hankeni est une espèce d'amphibiens de la famille des Rhacophoridae.

## Répartition
Cette espèce est endémique du Sri Lanka. Elle se rencontre au-dessus de 1 200 m d'altitude.  

## Étymologie
Cette espèce est nommée en l'honneur de James Hanken.

## Publication originale
- Meegaskumbura & Manamendra-Arachchi, 2011 : Two new species of shrub frogs (Rhacophoridae: Pseudophilautus) from Sri Lanka. Zootaxa, no 2747, p. 1-18.